# 95 квартал (місцевість у Кривому Розі)
95 кварта́л — одна з кількох центральних місцевостей Кривого Рогу, а також однойменна площа, довкола кругового перехрестя доріг у всіх чотирьох напрямках міста.

## Розташування
Розташований на межі Саксаганського (південна межа) й Металургійного районів (північна межа), на лівому березі Саксагані.
На півдні вулицею Героїв АТО межує з Соцмістом. Південніше 95-ого кварталу розташована будівля Криворізької міськради на Молодіжній площі, 1. На сході вулицею Джохара Дудаєва, межує з 96-м кварталом. На північному сході вулицею Ярослава Мудрого, межує з Мудрьоною.

## Забудова
95-й квартал забудовано за радянської доби від 3-поверхових робітничих багатоквартирних житлових будинків часів індустріалізації до багатоповерхівок часів брежнівського «застою».
- середня загальноосвітня школа № 4 — вулиця Героїв АТО, 15,
- готель «Аврора» — проспект Металургів, 40.

На вулиці Джохара Дудаєва розташована станція Криворізького метротраму «Будинок Рад».

## Центральний майдан району
Центр кварталу — однойменна площа, що утворена перехрестям проспектів Гагаріна, Металургів, Миру і вулиці Волгоградської.
Площа 95 кварталу є популярним міським місцем зустрічей, що обумовлено доброю транспортною й географічною доступністю.

## Вулиці
- проспект Гагаріна,
- вулиця Героїв АТО,
- площа 95 квартал,
- проспект Миру
- Залізна вулиця,
- проспект Металургів,
- вулиця Ярослава Мудрого,
- вулиця Джохара Дудаєва,
- вулиця Вільної Ічкерії.

## Цікаві факти
На честь цієї місцевості була названа команда КВК «95 квартал».

## Галерея

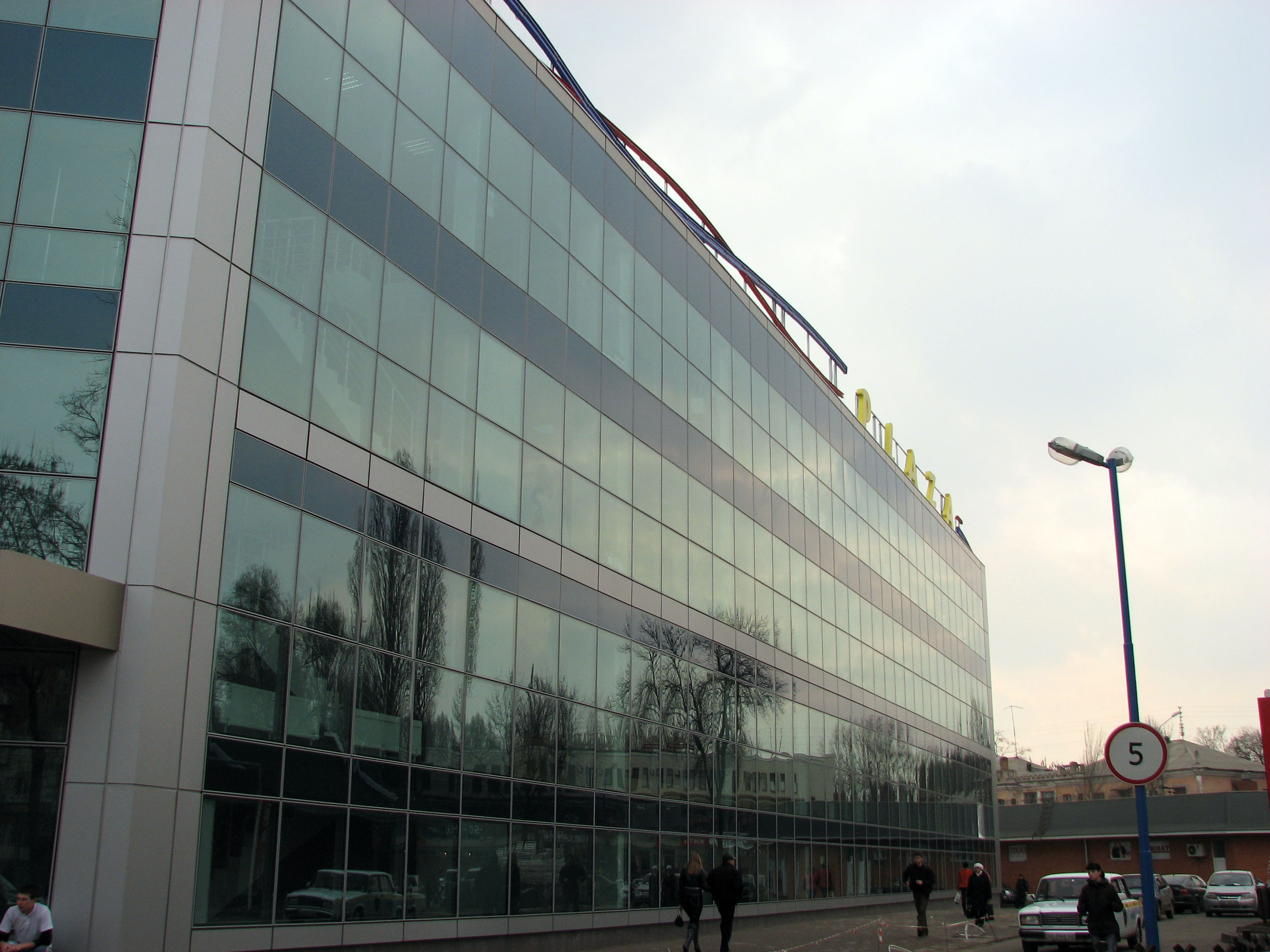
ТЦ Плаза на 95-му кварталі
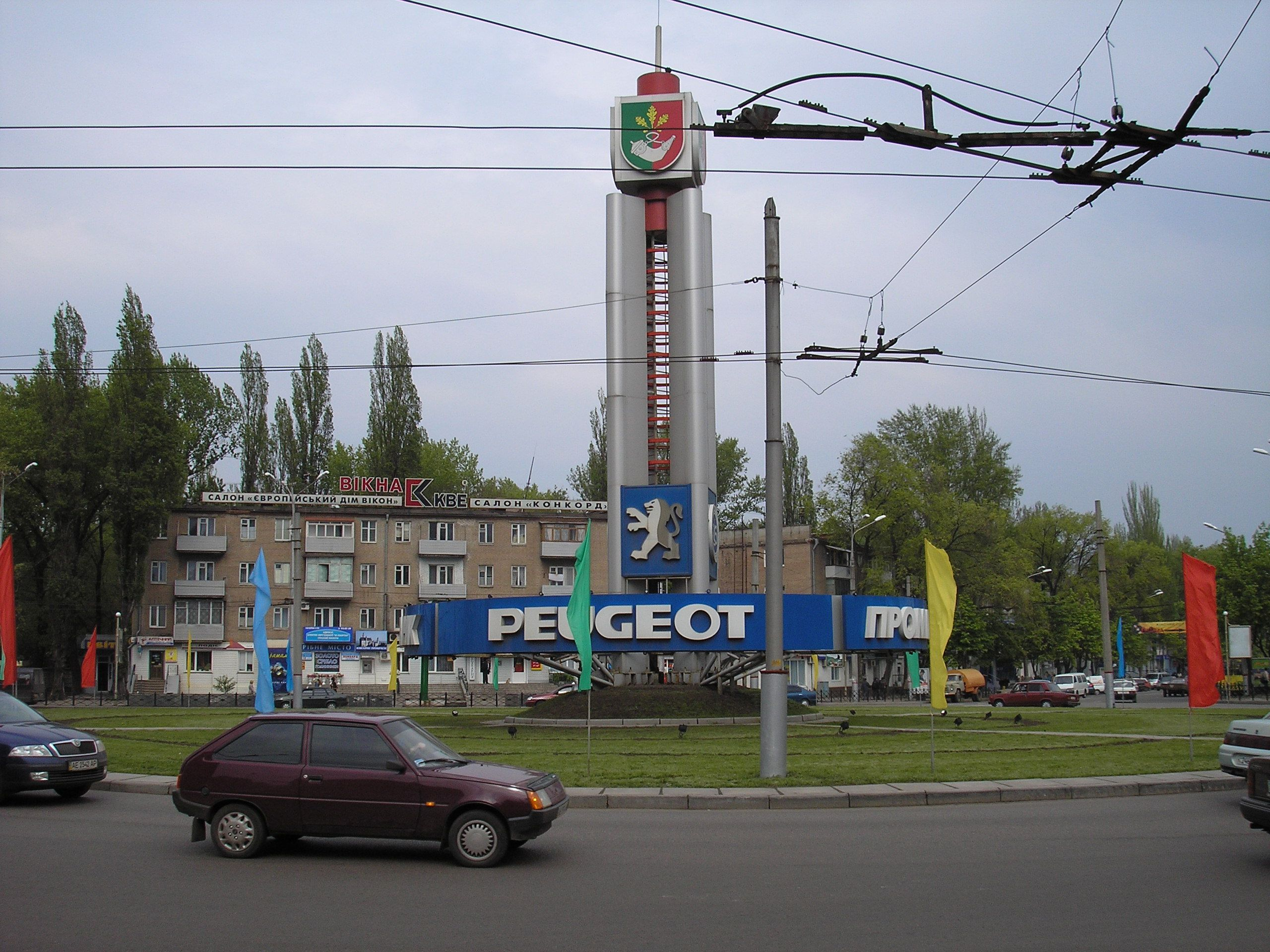
Кругове перехрестя на площі 95-го кварталу
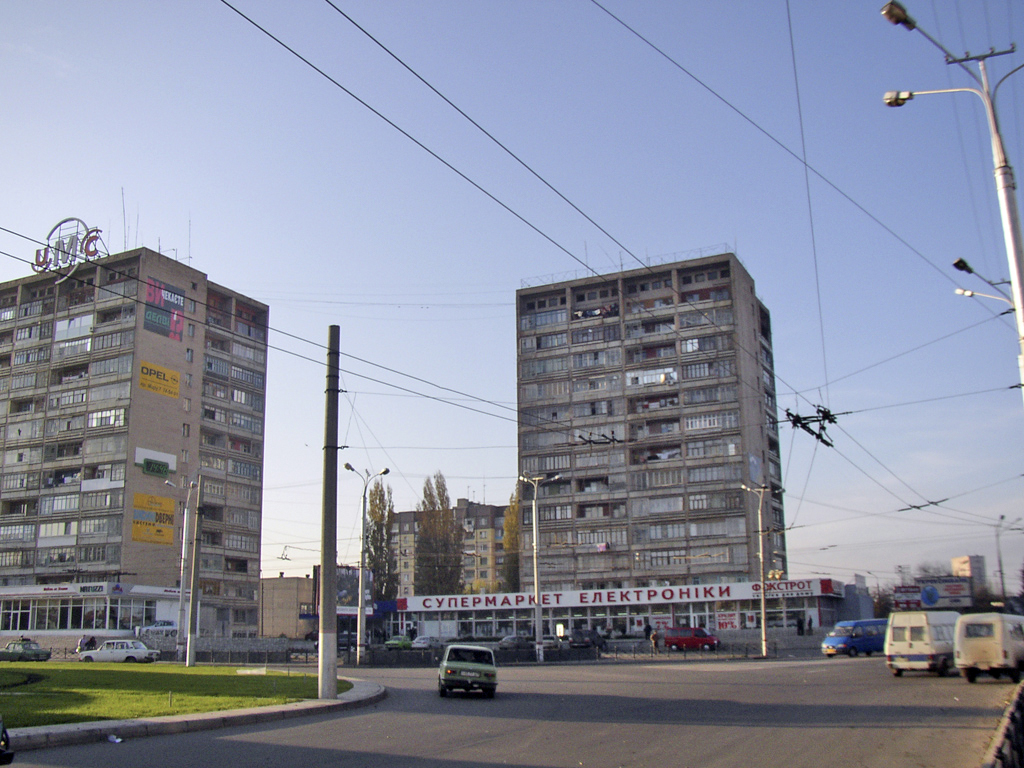
95-й квартал. Вигляд у бік «Лікарських будинків»